# William Carter
William Carter (Londra, 1548 circa – Tyburn, 11 gennaio 1584) è stato un tipografo inglese.

## Biografia
William Carter nacque a Londra probabilmente nel 1548. Esso lavorò come segretario di Nicholas Harpsfield, prete cattolico arrestato sotto Elisabetta I d'Inghilterra, liberato per la sua età avanzata e morto nel 1575.
Dopo aver lavorato per Harpsfield, Carter si sposò e fondò una propria tipografia, che stampò anche libri cattolici, tra cui nel 1580 "A Treatise of Schisme" di Gregory Martin. Alcune frasi di questo libro furono interpretate come incitamento al tradimento e Carter fu subito arrestato. Trasferito successivamente nella Torre di Londra, fu impiccato, sventrato e squartato l'11 gennaio 1584.
È stato beatificato insieme a George Haydock e ad altri 83 martiri inglesi il 22 novembre 1987 da Giovanni Paolo II a Roma.